# Lee Min-ho (diễn viên)
Đây là một tên người Triều Tiên, họ là Lee.
Lee Min-ho (tiếng Hàn: 이민호; Hanja: 李敏鎬; Hán-Việt: Lý Mẫn Hạo, sinh ngày 22 tháng 6 năm 1987) là một nam diễn viên kiêm người mẫu người Hàn Quốc. Anh được biết đến với các vai diễn trong các bộ phim truyền hình Vườn sao băng (2009), Thợ săn thành phố (2011), Những người thừa kế (2013), Huyền thoại biển xanh (2016) và Quân vương bất diệt (2020).

## Thời thơ ấu
Lee Min-ho được sinh ra trong một gia đình không mấy khá giả tại Seoul. Khi còn nhỏ, anh ấy từng mơ ước trở thành một cầu thủ bóng đá chuyên nghiệp. Anh đã gia nhập vào một đội bóng đá nam do siêu sao bóng đá Cha Bum-kun làm đội trưởng và được người này huấn luyện vô cùng bài bản. Nhưng đáng tiếc thay, Lee Min-ho đã gặp phải một chấn thương ngay trong một trận bóng đá lớn và điều này đã khiến cho nam tài tử họ Lee phải từ bỏ cái giấc mơ trở thành cầu thủ bóng đá năm nào. Trong thời gian học trung học, anh chuyển hướng sang làm streamer bán mĩ phẩm.
Lee Min-ho đã tốt nghiệp chuyên ngành Điện ảnh & Nghệ thuật tại Đại học Konkuk. Sau khi tốt nghiệp, anh đã quyết định rẽ hướng sang con đường diễn xuất.

## Sự nghiệp

### 2006-2008: Khởi đầu sự nghiệp
Lee bắt đầu thử vai và đóng vai phụ trong một số bộ phim truyền hình tuy nhiên vẫn chưa nhận được sự chú ý từ công chúng. Đầu sự nghiệp, Lee lấy nghệ danh Lee Min vì công ty quản lý của anh nghĩ rằng tên khai sinh của anh quá bình thường. Tuy nhiên, vì nghệ danh của anh được phát âm và viết giống như từ imin trong tiếng Hàn, có nghĩa là "nhập cư", sau đó anh nói rằng rất khó để tìm thấy mình trong kết quả tìm kiếm trên internet. Cuối cùng anh trở lại sử dụng tên thật của mình.
Năm 2006, sự nghiệp diễn xuất của anh bị trì hoãn trong một năm sau  tai nạn xe hơi nghiêm trọng, trong khi đi cùng với nam diễn viên Jung Il-woo. Lee bị thương nặng và phải nằm liệt giường vài tháng. Sau khi hồi phục, Lee nhận được vai chính đầu tiên của mình trong bộ phim Mackerel Run năm 2007, nhưng bộ phim đã bị giảm xuống chỉ còn tám tập do tỷ lệ người xem thấp. Năm 2008, anh xuất hiện trong nhiều vai diễn khác nhau trên truyền hình (phim truyền hình Get Up và I Am Sam) và hai bộ phim Public Enemy Returns và Our School's E.T.. Trong quá trình quay phim sau này, anh trở thành bạn tốt với nam diễn viên Kim Su-ro.

### 2009-2013: Đột phá
Bước đột phá của Lee đến vào năm 2009 với vai chính Gu Jun-pyo trong Boys Over Flowers, bộ phim chuyển thể từ bộ truyện tranh nổi tiếng cùng tên. Bộ phim đã thu hút lượng người xem rất lớn và tiếng vang lớn trên khắp Hàn Quốc trong khi phát sóng. Sau bộ phim, Lee trở thành một ngôi sao Hallyu.

Năm 2010, Lee đóng vai chính trong bộ phim hài lãng mạn Personal Taste, trong đó anh vào vai một kiến trúc sư trẻ cầu toàn đầy tham vọng. Khi được hỏi về lý do tại sao anh chọn vai diễn này trong một cuộc phỏng vấn, anh trả lời: 
| “ | Tôi nghĩ rằng tôi sẽ làm tốt hơn khi đóng những vai nặng nề và rõ ràng hơn khi tôi lớn tuổi. Tôi nghĩ "Personal Taste" là hoàn hảo bởi vì nó tươi sáng, vui vẻ nhưng bạn cũng có thể cười và khóc vì nó. | ” |

Năm 2011, anh thủ vai chính trong bộ phim hành động Thợ săn thành phố, dựa trên bộ truyện tranh nổi tiếng của Tsukasa Hojo. Bộ phim là một thành công thương mại  trên khắp châu Á, và góp phần vào sự nổi tiếng ngày càng gia tăng của Lee, đáng chú ý nhất là ở Nhật Bản, Philippines, Trung Quốc và một phần châu Âu. Anh cũng tham gia một chương trình tạp kỹ nổi tiếng của Trung Quốc Happy Camp vào tháng 12 năm 2011.
Năm 2012, Lee đóng vai chính trong bộ phim lịch sử - y học Faith cùng với Kim Hee-sun. Mặc dù bộ phim đã thu hút tỷ suất người xem thấp với khoảng 10%, nhưng đây là một thành công thương mại.

### 2013-nay: Nổi tiếng trên phạm vi quốc tế
Lee trở lại màn ảnh nhỏ với bộ phim truyền hình mới mang tên Người thừa kế, một bộ phim truyền hình tuổi teen được đạo diễn bởi Kim Eun-sook. Về lý do tại sao anh  quyết định đảm nhận vai diễn của một người thừa kế chaebol ở trường trung học bốn năm sau thành công trong Boys Over Flowers, anh trả lời "Trước khi tôi qua tuổi 20, tôi muốn đóng một nhân vật lạc quan hơn, một nhân vật cho phép tôi để trở lại cảm giác ngây thơ đơn giản, không phức tạp mà tôi khi còn trẻ". Ra mắt vào ngày 9 tháng 10 năm 2013, The Heirs thành cả ở trong nước, với tỷ lệ cao nhất là 28,6% và trên toàn thế giới. Lee ngày càng trở nên nổi tiếng trên phạm vi quốc tế, đặc biệt là ở Trung Quốc.
Vào ngày 30 tháng 1 năm 2014, Lee trở thành người nổi tiếng đầu tiên của Hàn Quốc biểu diễn trong buổi đại tiệc mừng Tết Nguyên Đán của CCTV. Anh trình diễn một bài hát với Harlem Yu, chủ nhân phiên bản Đài Loan của bài hát chủ đề Vườn sao băng. Anh cũng được mời tham dự hội nghị thứ ba của Ủy ban  Văn hóa của Tổng thống Hàn Quốc với tư cách là đại diện cho ngành công nghiệp giải trí, để chia sẻ và đóng góp vào cuộc thảo luận về các vấn đề liên quan đến phát triển văn hóa Hàn Quốc. Lee nhận  "Giải thưởng Thủ tướng" tại Giải thưởng Văn hóa & Nghệ thuật nổi tiếng Hàn Quốc lần thứ 5 vì những đóng góp của anh đối với làn sóng Hallyu.
Sau đó, Lee thu âm và phát hành EP thứ hai Song for You vào tháng 10 năm 2014 do Universal Music Group phát hành. Giống với album trước của Lee, anh nói rằng các bài hát được thu âm để gửi đến người hâm mộ của anh và anh không có ý định theo đuổi sự nghiệp ca hát.
Sau đó, anh đảm nhận một vai chính trong bộ phim hành động của Yoo Ha Gangnam Blues (2015), lấy bối cảnh vào những năm 1970 khi sự phát triển bất động sản bùng nổ trên khắp khu vực Gangnam. Bộ phim có sự tham gia của Kim Rae-won, đánh dấu vai chính đầu tiên của Lee trong một bộ phim truyện.
Năm 2016, Lee đóng vai chính trong bộ phim hài hành động Bounty Hunters, do Shin Terra đạo diễn. Bộ phim đứng đầu các bảng xếp hạng phòng vé trong ngày phát hành và đạt doanh thu 29 triệu đô la Mỹ tại Trung Quốc. Cuối năm đó, Lee trở lại màn ảnh nhỏ trong bộ phim tình cảm giả tưởng Huyền thoại Biển xanh cùng với nữ diễn viên Jun Ji-hyun.
Năm 2020, Lee được chọn tham gia bộ phim khoa học viễn tưởng của Netflix Quân vương bất diệt.

## Danh sách phim

### Phim truyền hình
| Năm  | Tựa Phim              | Vai Diễn       | Đóng Chung            | Ghi Chú       |
| ---- | --------------------- | -------------- | --------------------- | ------------- |
| 2004 | Nonstop 5             |                |                       | MBC           |
| 2005 | Love Hymn             |                |                       | MBC           |
| 2006 | Bí mật sân trường     | Park Du Hyeon  |                       | EBS           |
| 2007 | Mackerel Run          |                |                       | SBS           |
| 2007 | Tôi là Sam            | Heo Mo-se      | Park Min-young, T.O.P | KBS2          |
| 2008 | Get Up                |                |                       | MBC           |
| 2009 | Vườn sao băng         | Goo Jun Pyo    | Goo Hye Sun           | KBS2          |
| 2010 | Nàng ngốc và Quân Sư  | Jeon Jin Ho    | Son Ye‑jin            | MBC           |
| 2011 | Thợ săn thành phố     | Lee Yoon Seong | Park Min-young        | SBS           |
| 2012 | Thần y                | Choi Yong      | Kim Hee Sun           | SBS           |
| 2013 | Những người thừa kế   | Kim Tan        | Park Sin Hye          | SBS           |
| 2016 | Huyền thoại biển xanh | Heo Joon Jae   | Jun Ji-hyun           | SBS           |
| 2016 | 7 nụ hôn đầu          | Lee Min Ho     |                       | TV Naver      |
| 2020 | Quân vương bất diệt   | Lee Gon        | Kim Go-eun            | SBS & Netflix |
| 2022 | Pachinko              | Koh Hansu      | Kim Min-ha            | Apple TV+     |

### Phim điện ảnh
| Năm  | Tựa Phim             | Vai Diễn           | Đóng Chung                 |
| ---- | -------------------- | ------------------ | -------------------------- |
| 1997 | Repechage            |                    |                            |
| 2004 | Ghost Lives          |                    |                            |
| 2006 | Arang                |                    |                            |
| 2007 | Humming              |                    |                            |
| 2008 | Public Enemy Returns | Jung Ha‑yeon       | Sol Kyung‑gu, Kim Nam‑gil  |
| 2008 | Our School E.T       | Oh Sang Hoon       | Kim Soo Ro, Park Bo‑young  |
| 2015 | Bụi đời Gang Nam     | Kim Jong Dae       | Kim Rae-won, Kim Seolhyun  |
| 2016 | Thợ săn tiền thưởng  | Lý Sơn (Tiếng Hán) | Chung Hán Lương, Đường Yên |

## Video âm nhạc
- Extreme - Quảng cáo cho Cass Beer 2x
- My Everything - "Album F4" phiên bản đặc biệt...
- Album "Love Motion".
- Painful Love - Nhạc phim The Heirs
- Album "Song For You".
- Album "Always"